# Louis Léger Vauthier
Louis Léger Vauthier (Bergerac, 6 de março de 1815 – Paris, 2 de outubro de 1901) foi um engenheiro fourierista e politico francês, conhecido no Brasil por ter projetado importantes obras durante o século XIX em Pernambuco.

## Carreira
Entrou na Escola Politécnica de Paris em 1834, onde recebeu o diploma de engenheiro de pontes e calçadas.
Estabeleceu residência no Brasil em 1840, juntamente com outros engenheiros, matemáticos, construtores de pontes, edifícios públicos, obras hidráulicas e topográficas, trazidos pelo presidente da província de Pernambuco, Francisco do Rego Barros, o Conde da Boa Vista. Foi o responsável pelo projeto do Teatro Santa Isabel e pela construção e reconstrução de vários edifícios e estradas.
No Brasil, Vauthier difundiu o fourierismo com o apoio da escola societária em Paris. Suas atividades em Pernambuco, seguem meticulosamente as ações descritas no documento publicado pelos lideres do fourierismo na França: estudo, persuasão, divulgação de livros, assinatura aos jornais falansterianos, apoio financeiro à Escola societária e fundação de um jornal.
Durante a sua estada em Pernambuco, sofreu muitas acusações, entre as quais a de improbidade, desmandos e perseguições. Muitos desses ataques foram reflexos da campanha política contra Francisco do Rego Barros, responsável por sua vinda. Vauthier não suportou por muito tempo a falta de apoio depois da deposição do Conde da Boa Vista, em 1844, voltando para Paris em 1846.
De volta à França Vauthier foi rapidamente eleito deputado da  Assembleia nacional, em 1849. Seu mandato durou pouco, pois foi preso durante a manifestação de 13 de junho de 1849, no Conservatório des Arts et Métiers em Paris. Preso, foi condenado pela Alta Corte de Versalhes a ficar confinado em prisão exclusiva para presos políticos.
Já em liberdade Vauthier deixa a França. Nesse período ele vai trabalhar com os cursos d’agua em Veneza, com a perfuração do túnel Simplon e com a construção do grande canal de retificação de rio Ebro, no trecho entre Zaragoza e Barcelona.
Não perdeu, no entanto, o contato com o Brasil. Continuava de longe, através de correspondências, orientando a construção de obras públicas e privadas no Brasil, como por exemplo, as obras de conclusão do Teatro de Santa Isabel, em 1850 e também a sua reconstrução, depois do incêndio de 1869.
Foi eleito vereador de Paris, em julho de 1871, após uma série de mandatos como vereador morreu em 1901, aos 86 anos.

## Projetos em Pernambuco
- O Teatro de Santa Isabel (1840), para o qual foi convidado, em virtude de escassez de engenheiros e construtores no Brasil, na época;
- A Ponte Santa Isabel, no Recife, sobre o Rio Capibaribe, ligando os bairros de Santo antônio e Boa Vista;
- O solar do Barão Rodrigues Mendes, que atualmente é a sede da Academia Pernambucana de Letras;
- A Ponte pênsil de Caxangá, sobre o Rio Capibaribe, no Recife;
- A Casa de Câmara e Cadeia de Brejo da Madre de Deus (1847), a única obra arquitetônica no interior do estado.[11]
- O Mercado de São José (1871 (depois de já ter retornado à França);
- Residências às margens do Rio Capibaribe, onde seus proprietários recebiam suas visitas através do rio.

## Homenagem póstuma
Na Praça da República, no centro do Recife, encontra-se uma estátua sua, feita pelo escultor pernambucano Abelardo da Hora, com um pequeno texto registrado em seu pedestal:
Louis Léger Vauthier amou o Recife, cidade a que serviu devotadamente de 1841 a 1848 com a sua ciência, com a sua inteligência e com o seu humanismo. O Recife lhe é grato. Gilberto Freyre. 7-10-1974. Administração Augusto Lucena.